# نیروگاه بادی بلاک آیلند
نیروگاه بادی بلاک آیلند (انگلیسی: Block Island Wind Farm) اولین نیروگاه بادی دریایی تجاری در ایالات متحده آمریکا است که در فاصلهٔ ۶٫۱ کیلومتر (۳٫۸ مایل) از بلاک آیلند، ایالت رود آیلند در اقیانوس اطلس قرار دارد. این نیروگاه که دارای پنج توربین با ظرفیت تولید برق ۳۰ مگاوات است توسط شرکت اورستد یواس آف‌شور ویند ایجاد شده بود.
ساخت این نیروگاه در سال ۲۰۱۵ شروع گردید و در اواخر تابستان ۲۰۱۶، پنج توربین از مدل آلستوم هالیاده (Haliade) ۱۵۰-۶MW، با ظرفیت هر توربین بالغ بر ۶ مگاوات نصب گردید. در ماه دسامبر ۲۰۱۶ وارد مرحله عملیاتی شد.